# Antilhas
As Antilhas, também chamadas Caraíbas, são um vasto arquipélago da América Central, distribuído entre o Mar do Caribe (Grandes Antilhas e Pequenas Antilhas), o Golfo do México (costa noroeste de Cuba) e o Oceano Atlântico (as Ilhas Lucaias, isto é, as Bahamas mais as Ilhas Turcas e Caicos). O arquipélago forma um arco de mais de 4 000 km de extensão que se estende do Golfo do México até a costa da Venezuela (Curaçau e Aruba). Representam 235 830 km2 de área de terra, para 42 milhões de habitantes. A zona econômica exclusiva (ZEE normalmente fixada a 200 milhas da costa) foi ampliada para 350 milhas em 2015 após um parecer favorável das Nações Unidas.
A população, de origem diversa, é composta principalmente por pessoas de ascendência africana e mestiça, como na Jamaica ou no Haiti, mas inclui também indivíduos de ascendência européia e asiática (notadamente do subcontinente indiano e do Oriente Médio). Alguns raros sobreviventes dos povos originários dessas regiões ainda estão presentes, como o Caribes, na ilha de Dominica.

## Países e territórios
Historicamente pertencentes à Espanha, a potência dominante nas Grandes Antilhas. Todavia as Pequenas Antilhas acabaram por ser conquistadas sem maiores problemas por britânicos, franceses e neerlandeses, o que explica o rico mosaico atual de línguas e culturas.
Várias das ilhas são independentes mas muitas outras continuam sendo possessões ou dependências de outros países. Algumas - como Guadalupe e Martinica, que são departamentos da França - fazem  parte do território nacional de diversos países em outros continentes. Nas Antilhas, a França tem 2 806 km² (882 000 hab.), o Reino Unido tem 1 023 km² (141 000 hab.) e os Países Baixos, 742 km² (308 000 hab.).
Destacam-se com os territórios mais extensos nas Antilhas: Cuba (quase 111 000 km²), República Dominicana (mais de 48 000 km²), Haiti (quase 28 000 km²), Bahamas (quase 14 000 km²), Jamaica (quase 11 000 km²), Porto Rico (mais de 9 000 km²), Trindade e Tobago (mais de 5 000 km²), e as dependências francesas (Departamentos e territórios ultramarinos da França), com quase 3000 km².
Os maiores contingentes populacionais das Antilhas estão no Haiti (11,4 milhões de habitantes), Cuba (11,3 milhões), República Dominicana (10,8 milhões), Puerto Rico (3,9 milhões), Jamaica (2,9 milhões), Trindade e Tobago (1,4 milhões) e nas dependências francesas (0,8 milhões).

Localização das Antilhas na América Central

| País                     | Área        | População (2020) | Densidade demográfica | População urbana (2020) |
| ------------------------ | ----------- | ---------------- | --------------------- | ----------------------- |
| Antígua e Barbuda        | 440 km²     | 97 929 hab.      | 223 hab./km²          | 26%                     |
| Bahamas                  | 10 010 km²  | 393 244 hab.     | 39 hab./km²           | 86%                     |
| Barbados                 | 430 km²     | 287 375 hab.     | 668 hab./km²          | 31%                     |
| Cuba                     | 106 440 km² | 11 326 616 hab.  | 106 hab./km²          | 78%                     |
| Dominica                 | 750 km²     | 71 986 hab.      | 96 hab./km²           | 74%                     |
| Granada                  | 340 km²     | 112 523 hab.     | 331 hab./km²          | 35%                     |
| Haiti                    | 27 560 km²  | 11 402 528 hab.  | 414 hab./km²          | 57%                     |
| Jamaica                  | 10 830 km²  | 2 961 167 hab.   | 273 hab./km²          | 55%                     |
| República Dominicana     | 48 320 km²  | 10 847 910 hab.  | 225 hab./km²          | 85%                     |
| Santa Lúcia              | 610 km²     | 183 627 hab.     | 301 hab./km²          | 19%                     |
| São Cristóvão e Neves    | 260 km²     | 53 199 hab.      | 205 hab./km²          | 33%                     |
| São Vicente e Granadinas | 390 km²     | 110 940 hab.     | 284 hab./km²          | 53%                     |
| Trinidad e Tobago        | 5 130 km²   | 1 399 488 hab.   | 273 hab./km²          | 52%                     |

## Idiomas
Os idiomas predominantes na região são quatro:
• espanhol (espanhol caribenho ou antilhano), falado por mais de 25 milhões de pessoas e predominante nas Grandes Antilhas (em Cuba, República Dominicana e Porto Rico), sendo minoritário nas Pequenas Antilhas (exceto nas ilhas da Venezuela)
• francês (incluindo a língua crioula haitiana), falado por mais de 12 milhões de pessoas, no Haiti, Guadalupe, Martinica, São Martinho, São Bartolomeu e outras ilhas)
• inglês (inglês caribenho), falado por mais de cinco milhões de pessoas, na Jamaica, nas Bahamas e na maior parte das Pequenas Antilhas
• neerlandês (incuindo o papiamento), falado por mais de 300 000 pessoas